# Гигантска летяща торбеста катерица
Гигантската летяща торбеста катерица (Petaurus australis) e дървесен нощен вид от подразред посуми Видът е разпространен в евкалиптовите гори на източна Австралия на територия от северен Куинсланд до Виктория. Местообитанията са често накъсани от естествени препятствия и се простират до няколко стотици километри от бреговете на океана. Видът като цяло е незастрашен, но отделни популации се считат за уязвими .

## Местообитание
Гигантската летяща торбеста катерица обитава територии разположени на 700 m над морското ниво. Местообитанията на вида са разкъсани от естествени прегради и препятствия. Описани са 13 популации на вида, обитаващи три основни части от континента. Първата област на разпространение е в рамките на планинското плато Тейбъл, втората — в планинското плато Карбин, а третата живее в ивицата между Атъртън до Кирама на платото Атъртън. Общата численост на индивидите от трите основни местообитания наброява едва около 6000 екземпляра. Поради опасност от унищожаване на местообитанията, Гигантската торбеста летяща катерица може да бъде класифицирана като уязвим и дори като необичайно рядък вид в зависимост от конкретната популация.

## Подвидове
Описани са два подвида на гигантската летяща торбеста катерица:
- Petaurus australis australis, южен подвид, представителите му са основната част от вида.
- Petaurus australis reginae, разпространен в Северен Куинсланд, представителите му са изключително редки.

## Външен вид
Гигантската летяща торбеста катерица е двуутробен вид с приблизителни размери на заек. Космената покривка на гърба е сиво-кафява и почти бяла до оранжева или жълта по корема. Притежава големи уши и дълга опашка, която достига на дължина до 48 cm. Опашката е напълно покрита с козина и е приспособена за захващане. Дължината на тялото е по-малка от тази на опашката, като достига до 30 cm. Теглото на екземплярите е около 700 g. Обикновено мъжките са по-едри от женските . Притежават характерна кожна гънка, която при планиране се отваря. Същата се простира от китката на предните крайници до глезена на задните.
На външен вид много наподобява на представители на друг вид планираща катерица Petaurus gracilis, но е малко по-едър от нея. Сходен по външен вид е и с вида Petauroides volans, но този вид е по-близък до представителите на род Hemibelideus, отколкото на тези от род Petaurus.

## Поведение
Представителите на вида са най-едрия вид от род Petaurus. Те могат да планират до 150 m., скачат до 100 m, описан е рекорд на скок от 114 m 
Гигантската летяща торбеста катерица е стаден вид, който прекарва деня в хралупи в дърветата постлани с листа. Това е и един от най-гласовитите планиращи опосуми. Използват типичен за вида ръмжащ звук, който се оказва и ефективно средство за комуникация. Това ръмжене се чува на разстояние до 500 m.

## Размножаване
Периодът на размножаване е през пролетта в южните части на ареала и целогодишно на север в Куинсланд. Половата зрялост настъпва на двегодишна възраст.  Тогава образуват двойки и се чифтосват. Двойките са моногамни и остават заедно в периода от август до декември.  Новото поколение обикновено се ражда от май до септември. Остават в марсупиума за около 100 дни. Младите остават с майката още около два – три месеца след това докато не започнат сами да търсят и набавят храна. И двамата родители се грижат за поколението.
Хралупите където живеят торбестите катерици са образувани в евкалиптови дървета от вида Eucalyptus grandis. Отвътре са облицовани с листа. Продължителността на живот е около 6 години.

## Хранене
Представителите на вида се хранят с нектар, медена роса, насекоми, полени и дървесни сокове от различни видове. Такива са основно дървета от родовете Eucalyptus, Corymbia, Angophora и Lophostemon. Малките бозайници прегризват кората 'V'-образно кората по начин позволяващ изтичането на растителен сок. Обикновено прегризва кората на ствола или тази на клоните.

## Опазване
Двете основни заплахи за вида са оградите с бодлива тел и дърводобива, особено изсичането на старите дървета където те гнездят. Видът е определен като незастрашен поради широкия ареал на разпространение, но отделни популации са с различна степен на опасност от изчезване. Като добавка на това няколко от териториите на обитание са защитени.